# Auto-ethnographie

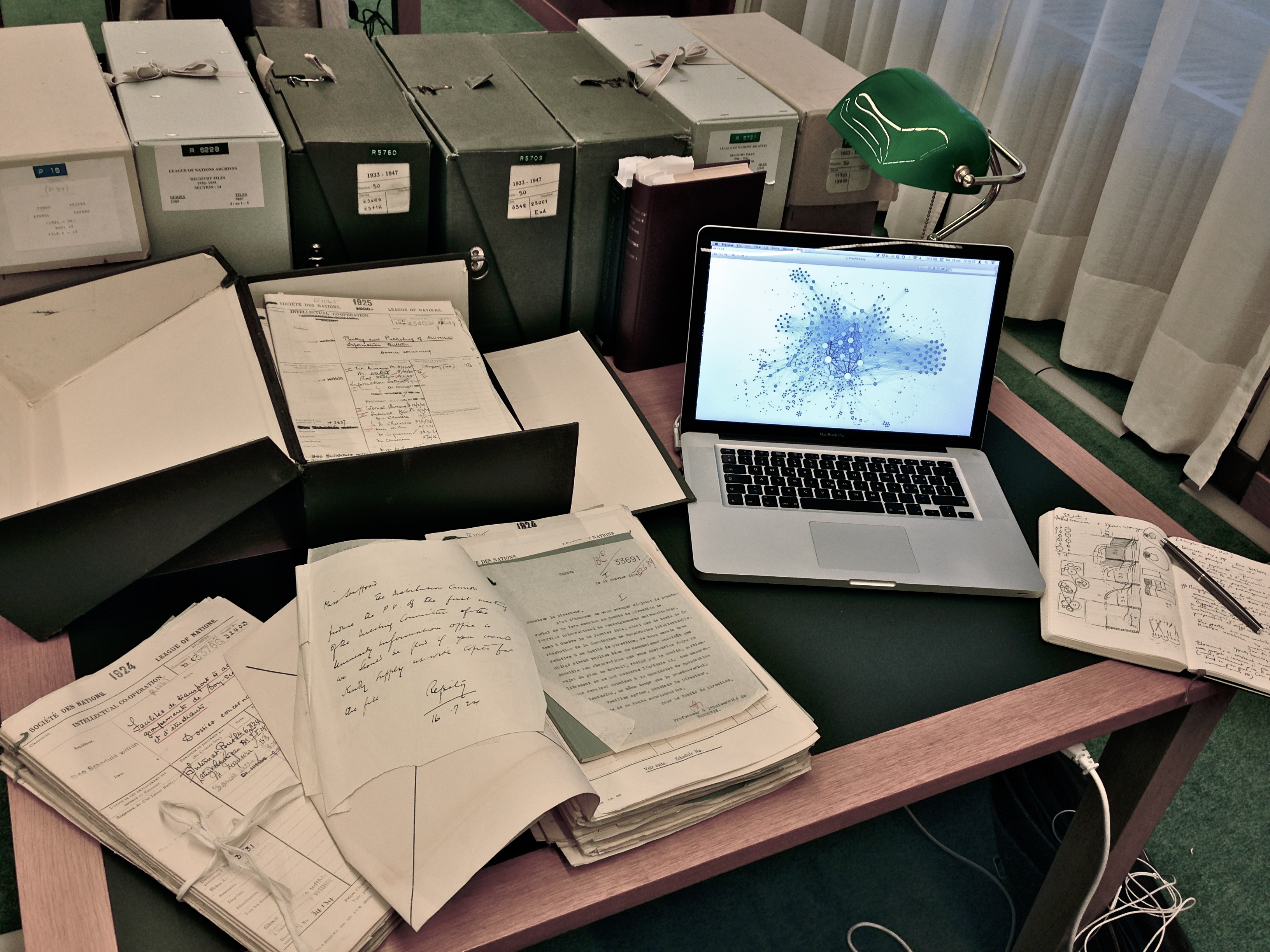
Une scène de l'auto-ethnographie qui consiste à faire un travail de recherche qualitatif et réflexif sur un individu

L'auto-ethnographie ou autoethnographie, est un travail de recherche qualitatif et réflexif axée sur le vécu singulier de l’individu dans le but d'offrir une compréhension culturelle, politique et sociale plus large sur un sujet donné. Peu courante en francophonie à l'exception du Canada, cette forme d'écriture auto-réflexive, s'est développée en littérature anglaise ou elle se pratique dans des disciplines très variées. 
L’auto-ethnographie peut être définie comme une narration de soi qui tient compte de la relation avec les autres dans des contextes culturels et sociaux. Elle est à la fois une méthode et un texte écrit provenant de diverses pratiques interdisciplinaires.

## L'auto-ethnographie en science
L'autoethnographie est un terme utilisé pour indiquer que le chercheur ou la chercheuse est membre de la communauté qu'elle étudie et que son propre positionnement est utilisé dans la réflexion utile à la recherche, selon Loftsdóttir, cité par Lavanchy.
L'autoethnographie organisationnelle est l'étude d'une organisation dont on est membre. Sambrook et Herrmann définissent trois types d’autoethnographie organisationnelle : le cas d’une étude au sein même du lieu de travail universitaire, le cas d’une étude chez un employeur simultané et le cas où le chercheur devient membre d'une organisation et co-écrit avec un collègue bénéficiant d'ancienneté le travail .

## Critique dans le cadre littéraire
Rey Chow, spécialiste de la théorie postcoloniale, critique la manière dont certains artistes non-occidentaux ou membres de minorités ethniques essaient dans leur évocation de leur propre culture de rendre leurs œuvres exotiques et d'accentuer leur spécificité « ethnique »  pour se conformer aux attentes d'un public occidental.

Selon Chow, l'individu devient ethnique du fait de la pression exercée par les systèmes sociaux. Cette pression aurait favorisé notamment l'émergence d'une littérature « auto-ethnographique » qui incite à explorer sa propre ethnicité. Chow conteste l'idée admise selon laquelle ces écrits autoethnographiques pourraient être libérateurs. Dans son livre The Protestant Ethnic and the Spirit of Capitalism, Chow écrit : 

« Lorsque des individus appartenant à des minorités pensent qu'en se référant à eux-mêmes, ils se libèrent des pouvoirs qui les assujettissent, ils permettent en réalité à ces pouvoirs de fonctionner de la manière la plus intime en pénétrant leur cœur et leur âme, dans une sorte d'abandon volontaire de leur part qui est, en fin de compte, pleinement complice du verdict de culpabilité qui a été prononcé à leur encontre socialement, bien avant qu'ils ne prennent la parole. »

— Rey Chow, The Protestant Ethnic and the Spirit of Capitalism
Pour Chow donc, la littérature autobiographique permet à la culture hégémonique de renforcer l'image d'une ethnicité stéréotypée des individus.